# Tognum AG
Tognum AG, tidigare MTU Friedrichshafen GmbH, i Friedrichshafen är en av världens ledande tillverkare av dieselmotorer och kompletta system. Företaget tillverkar dieselmotorer för sjöfart, energiförsörjning, tunga fordon, militärfordon och järnväg. Man är även underleverantör till flera biltillverkare. 
MTU har sina rötter i Maybach-Motorenbau i Friedrichshafen. 1960 köptes företaget av Daimler-Benz. 1966 fusionerades bolaget Daimler-Benz motortillverkning och fick namnet Maybach Benz Motorenbau. 1969 följde ett samarbetsavtal mellan Daimler-Benz, MAN AG och MTU München (idag MTU Aero Engines) varpå företaget fick namnet Motoren- und Turbinen-Union Friedrichshafen GmbH (MTU). 1985 blev MTU Friedrichshafen ett dotterbolag till Daimler-Benz och sedan 1998 DaimlerChrysler. 
2005 sålde DaimlerChrysler MTU till EQT som bytte namn på företaget till Tognum och börsnoterade det på Frankfurtbörsen i juli 2007. MTU Friedrichshafen GmbH lever kvar som ett varumärke tillsammans med Detroit Diesel inom Tognum AG.
- Omsättning 2007 - 26,2 miljarder kronor
- Vinst 2007 - 3,6 miljarder kronor
- Antal anställda 2007 - 8200

1. ↑  hämtat från: tyskspråkiga Wikipedia.[källa från Wikidata]
2. ↑  hämtat från: ukrainskspråkiga Wikipedia.[källa från Wikidata]
3. ↑  hämtat från: italienskspråkiga Wikipedia.[källa från Wikidata]